# Paphiopedilum lawrenceanum
Paphiopedilum lawrenceanum là một loài thực vật có hoa trong họ Lan. Loài này được (Rchb.f.) Pfitzer mô tả khoa học đầu tiên năm 1888.

## Hình ảnh

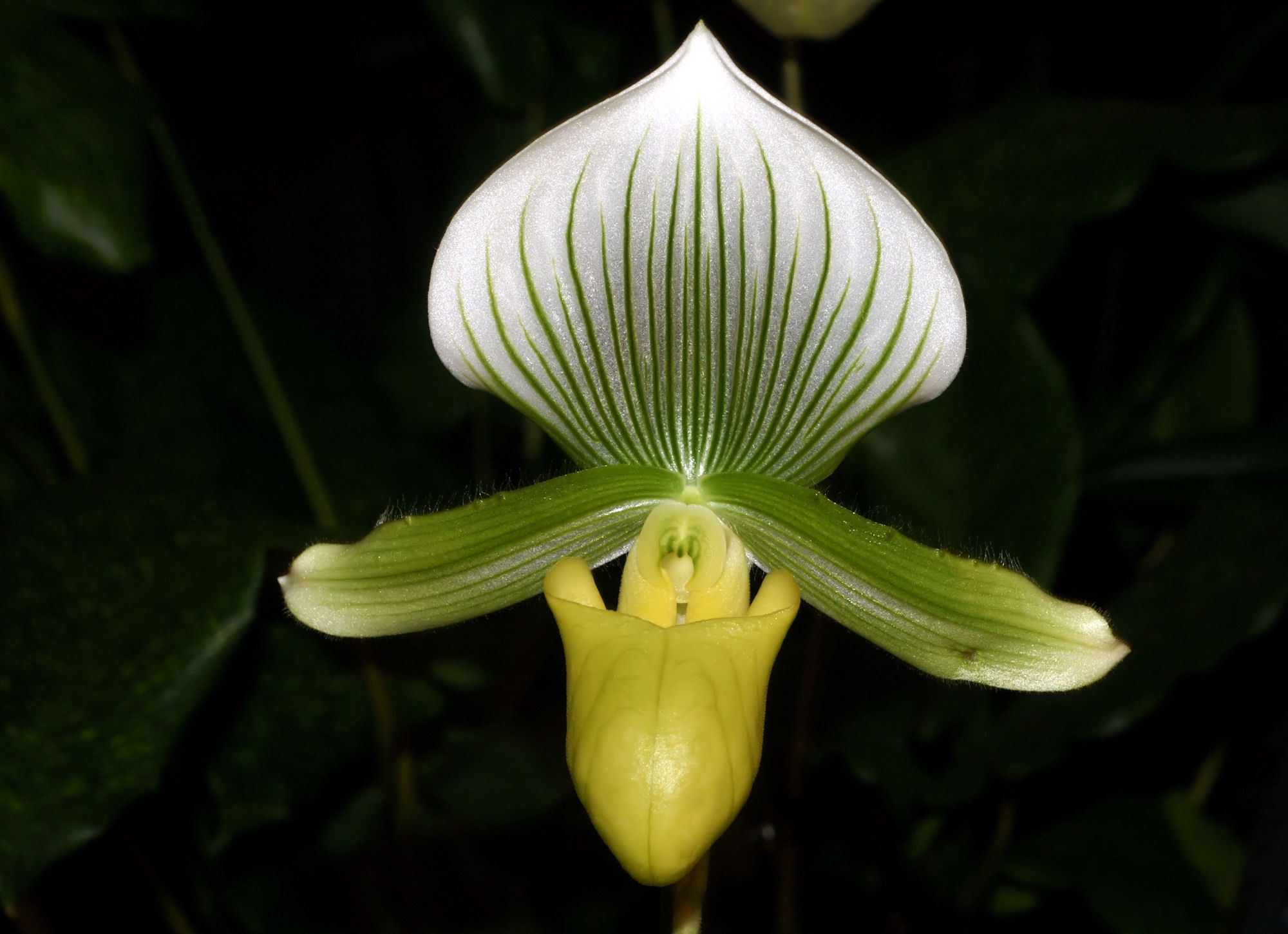
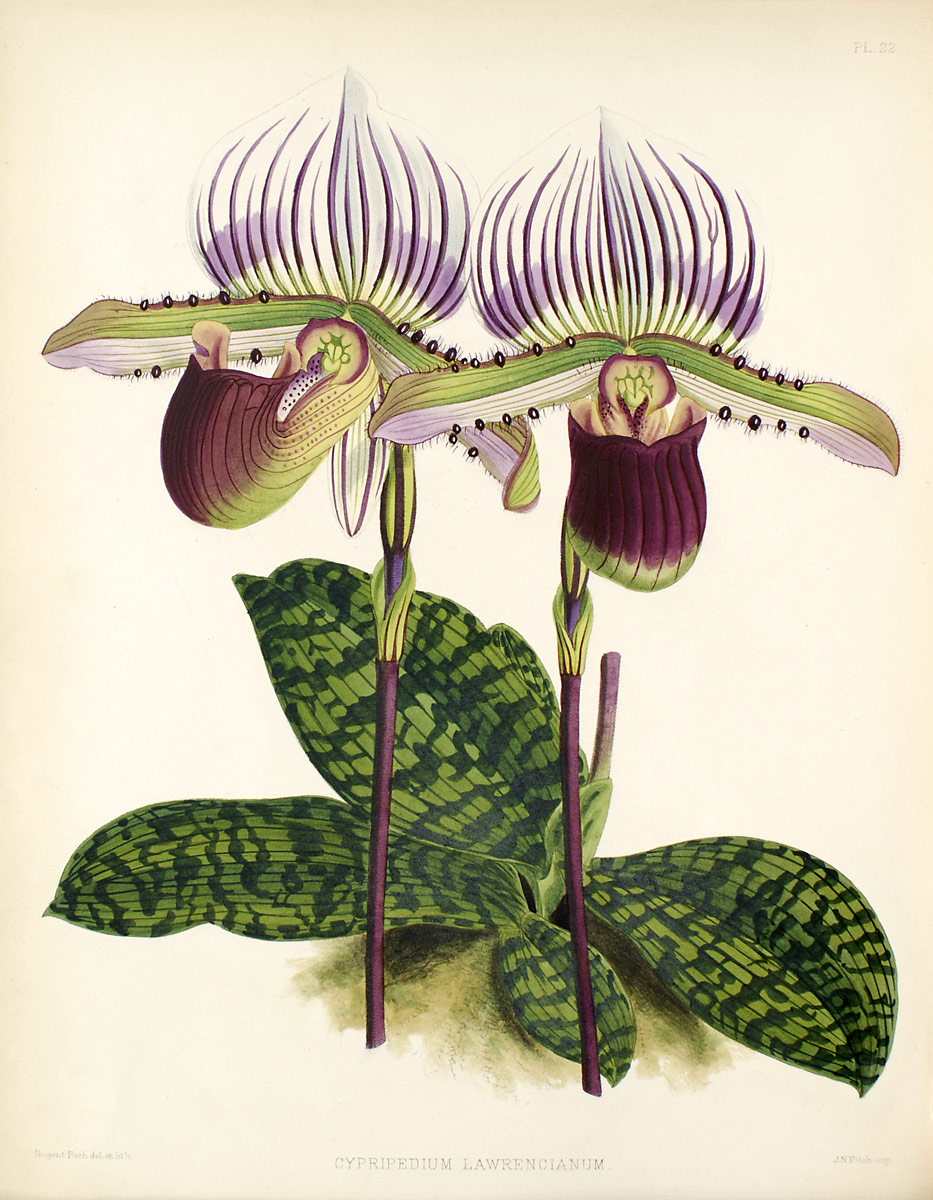
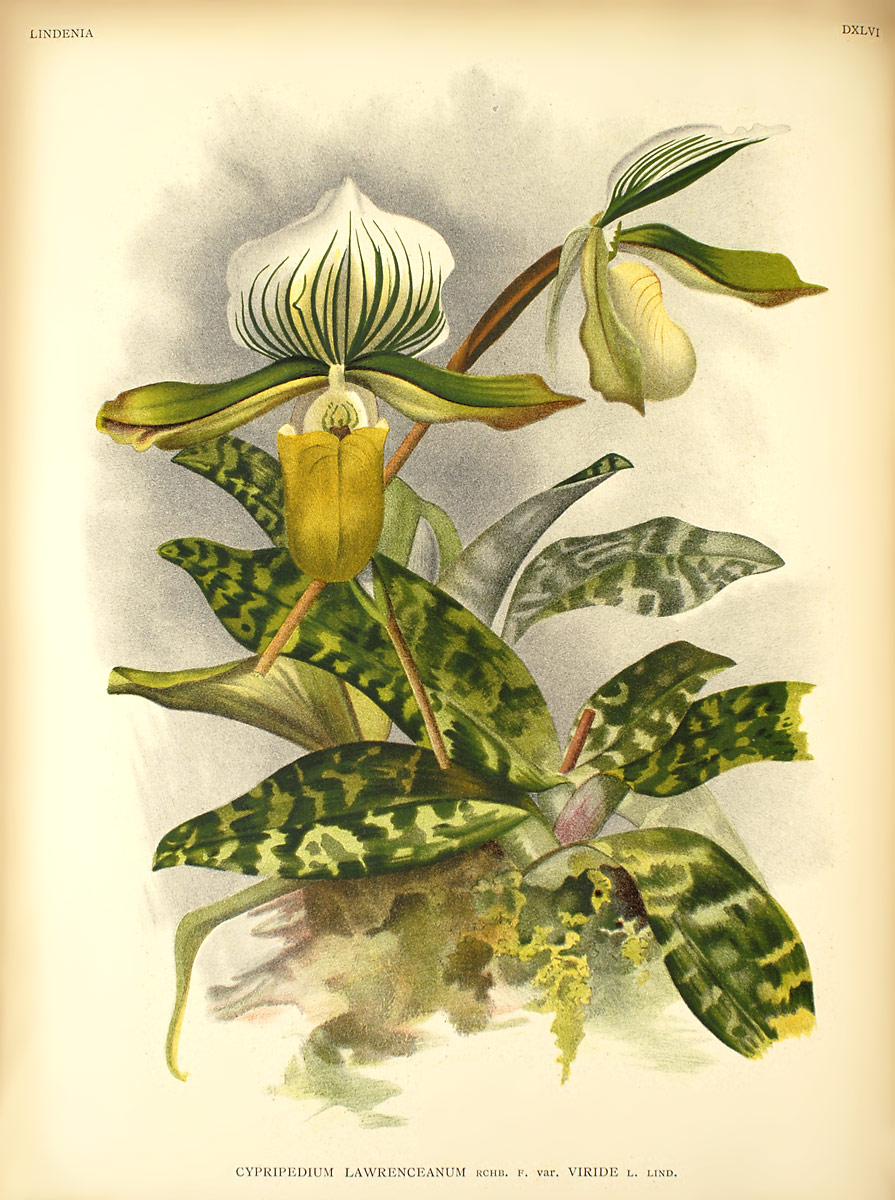